# Club Valencia Fútbol Sala
Il Club Valencia Fútbol Sala è una squadra di calcio a 5 spagnola, con sede a Valencia.

## Storia
Il Club Valencia Fútbol Sala è una squadra spagnola di calcio a 5 fondata nel 1983. Attualmente partecipa alla Division de honor LNFS dopo aver guadagnato la promozione al termine della stagione 2006-2007. Il club in passato ha legato il proprio nome a quello di alcuni sponsor come Vijusa e Armiñana. finora disputato varie stagioni in massima divisione spagnola, ottenendo come migliore risultato la vittoria della Coppa di Spagna del 2002.

## Rosa 2006-2007
|    | Naz.               | Nome                       | Soprannome     | Ruolo         |
| -- | ------------------ | -------------------------- | -------------- | ------------- |
| 1  | Spagna (bandiera)  | Rafael Otero de Jesus      | OTERO          | Portiere      |
| 12 | Spagna (bandiera)  | Aitor Orozco Cunat         | AITOR          | Portiere      |
| 2  | Spagna (bandiera)  | Joaquin Cebellan Jimenez   | JOAQUIN        | Difensore     |
| 3  | Spagna (bandiera)  | Juan Jose Pastor Perez     | JUANJO         | Esterno       |
| 5  | Italia (bandiera)  | André Vicentini            | DECO VICENTINI | Difensore-Est |
| 6  | Brasile (bandiera) | Marcelo Andrade Silami     | SILAMI         | Pivot         |
| 7  | Spagna (bandiera)  | Jordi Lledo Perez          | JORDI          | Esterno-Pivot |
| 9  | Spagna (bandiera)  | Carlos Marquez Martinez    | MARQUEZ        | Esterno       |
| 10 | Spagna (bandiera)  | Franciso Berrocal Gil      | KIKO           | Dif-Est       |
| 11 | Brasile (bandiera) | Cassio Correa Saldanha     | CASSIO         | Esterno-Pivot |
| 17 | Spagna (bandiera)  | Mario Navarro Cerezo       | MARIO          | Esterno       |
| 14 | Brasile (bandiera) | Carlos Eduardo de Oliveira | PASSARINHO     | Esterno-Pivot |

Allenatore:  José Escrisch

## Palmarès
- 1 Coppa di Spagna (2001-2002)